# Deutsche Poolbillard-Meisterschaft 1990 (Senioren)
Die Deutsche Poolbillard-Meisterschaft 1990 war die sechste Austragung zur Ermittlung der nationalen Meistertitel der Senioren in der Billardvariante Poolbillard. Sie wurde in Selm ausgetragen.
Es wurden die Deutschen Meister in den Disziplinen 14/1 endlos, 8-Ball, 9-Ball und 8-Ball-Pokal ermittelt.

## Medaillengewinner
| Disziplin    | Gold                          | Silber                                   | Bronze                                  | 4. Platz                            |
| ------------ | ----------------------------- | ---------------------------------------- | --------------------------------------- | ----------------------------------- |
| 14/1 endlos  | Hans Maldoner (PBC Karlsruhe) | Peter Sentheim (PBC Joker Kamp-Lintfort) | Mehmet Aksoyer (Rheinland-Pfalz)        | Metheo Sergio (Friedberg)           |
| 8-Ball       | Metheo Sergio (Friedberg)     | Gerd Randerath (BU Mönchengladbach)      | Jac Bosshammer (1. PBC Rot-Gelb Aachen) | Roy Laird (BCV Kaiserslautern)      |
| 9-Ball       | Rainer Wolf (PC Mörfelden)    | Hans Maldoner (PBC Karlsruhe)            | Klaus Wilms (Hemer)                     | Dieter Schwabe (Köln)               |
| 8-Ball-Pokal | Dieter Schwabe (Köln)         | Jac Bosshammer (1. PBC Rot-Gelb Aachen)  | Siegfried Spelthahn (Erkelenz)          | Walter Thielemann (Übach-Palenberg) |